# Sint-Aldegondiskerk (Deurle)
De Sint-Aldegondiskerk in de Oost-Vlaamse deelgemeente Deurle is toegewijd aan de heilige Aldegondis. Het is een bakstenen neoromaanse kerk die in 1835 werd gebouwd. Het interieur is neoclassicistisch.
De kerk werd verbouwd in 1912 en tussen 1980 en 1986 gerestaureerd. Ze vervangt een kerk waarvan in het Rijksarchief te Gent een vermelding uit 1121 terug te vinden is. Deze kerk stond aan de rand van het Warandebos, 160 m verwijderd van de Leie. De vroegere kerk had zoals zovele andere te lijden van de Beeldenstorm en oorlogen. Ze werd door Hollandse milities geplunderd in 1645 die de altaren vernielden en de beelden verminkten. Een in 1660 gebouwde sacristie bewaarde de belangrijkste voorwerpen.
Het rechterzijaltaar is toegewijd aan Aldegondis. In het 18e-eeuwse antependium onder het altaar wordt ze getoond terwijl ze zieken geneest. Haar beeld toont haar als abdis met boek, staf en rozenkrans. Ze was immers stichter van het klooster van Maubeuge waarvan ze ook de eerste abdis was.
Deze kerk wordt gebruikt door de parochie Edith Stein in De Pinte-Zevergem-Latem-Deurle. 

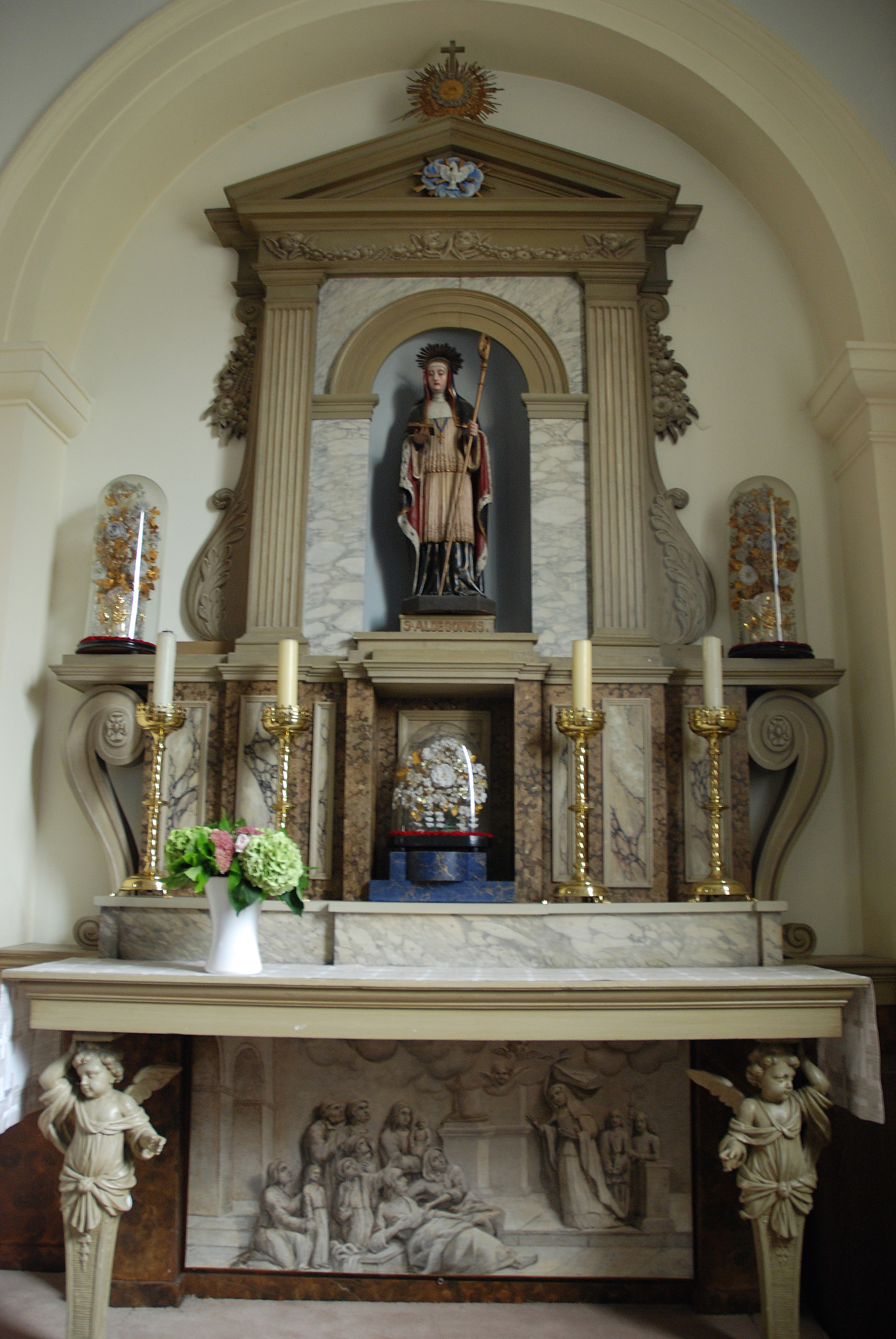
Aldegondis in het rechterzijaltaar
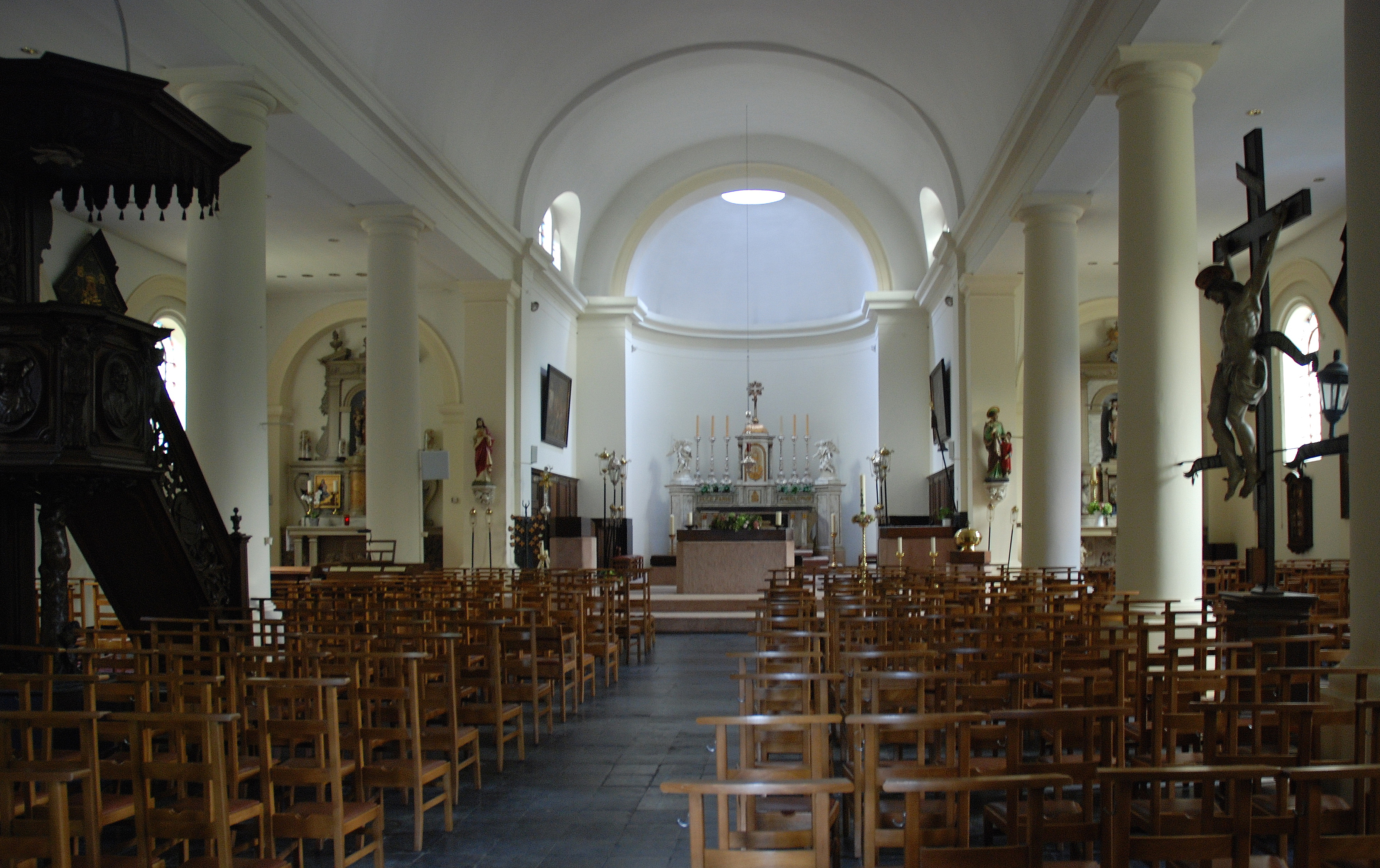
Interieur van de kerk
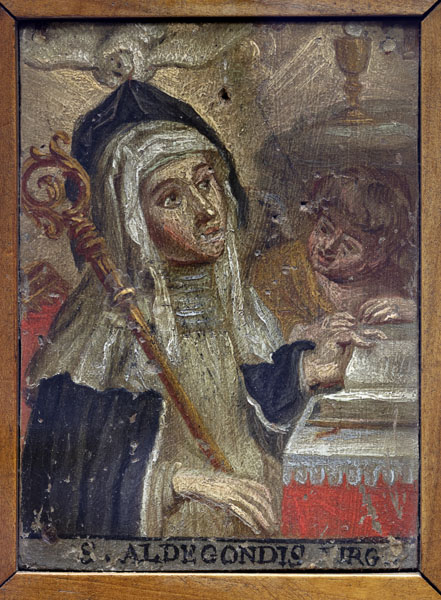
Visioen van St. Aldegonde
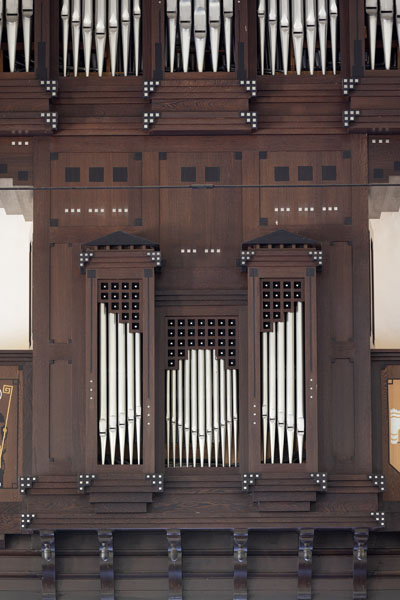
Orgel
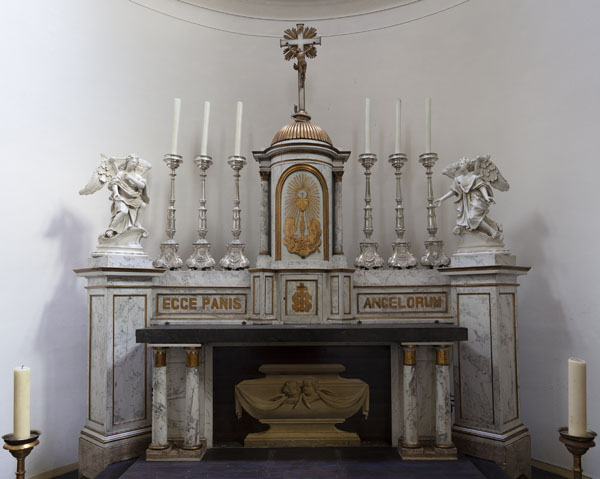
Hoofdaltaar

## Het kerkhof
Op het kerkhof liggen verschillende bekende kunstenaars begraven, waaronder Gustave De Smet, Léon De Smet, Xavier De Cock, Albert Claeys, Piet Bekaert en Luc-Peter Crombé. Ook de schrijver Gaston Martens is er begraven. Het kerkhof is sinds 1979 geklasseerd als dorpsgezicht. Het is het oorspronkelijke 11e-eeuwse kerkhof van deze parochie.

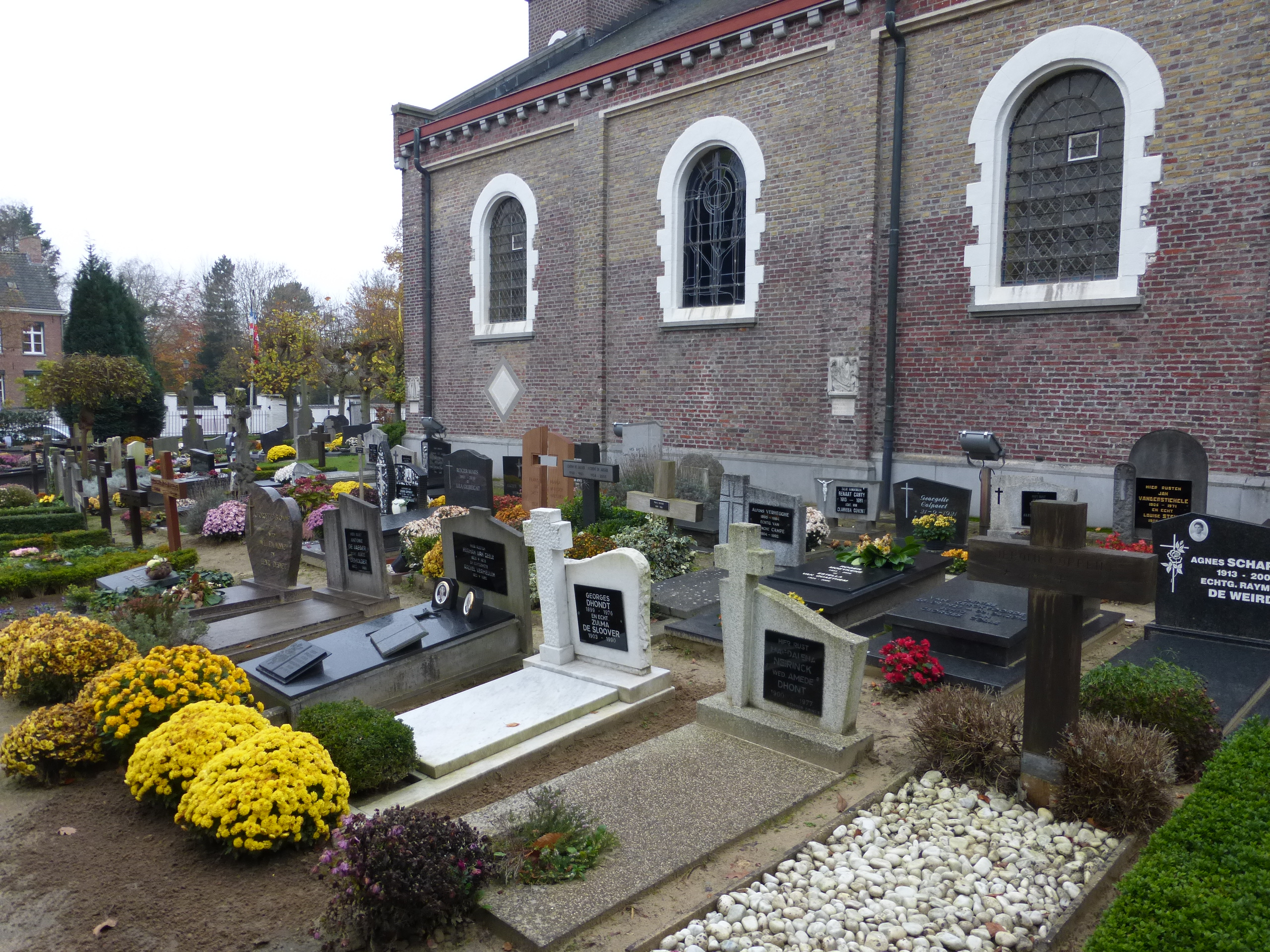
Kerkhof
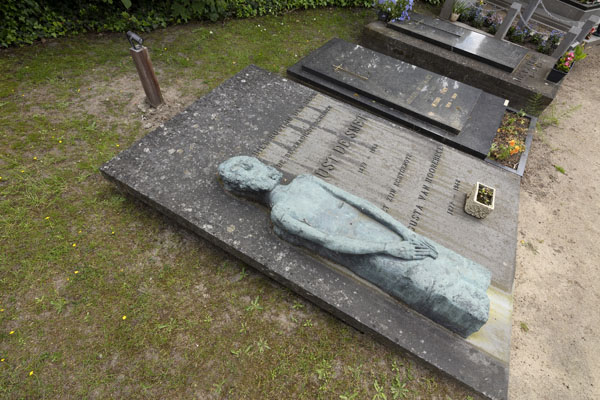
Graf van Gustave De Smet
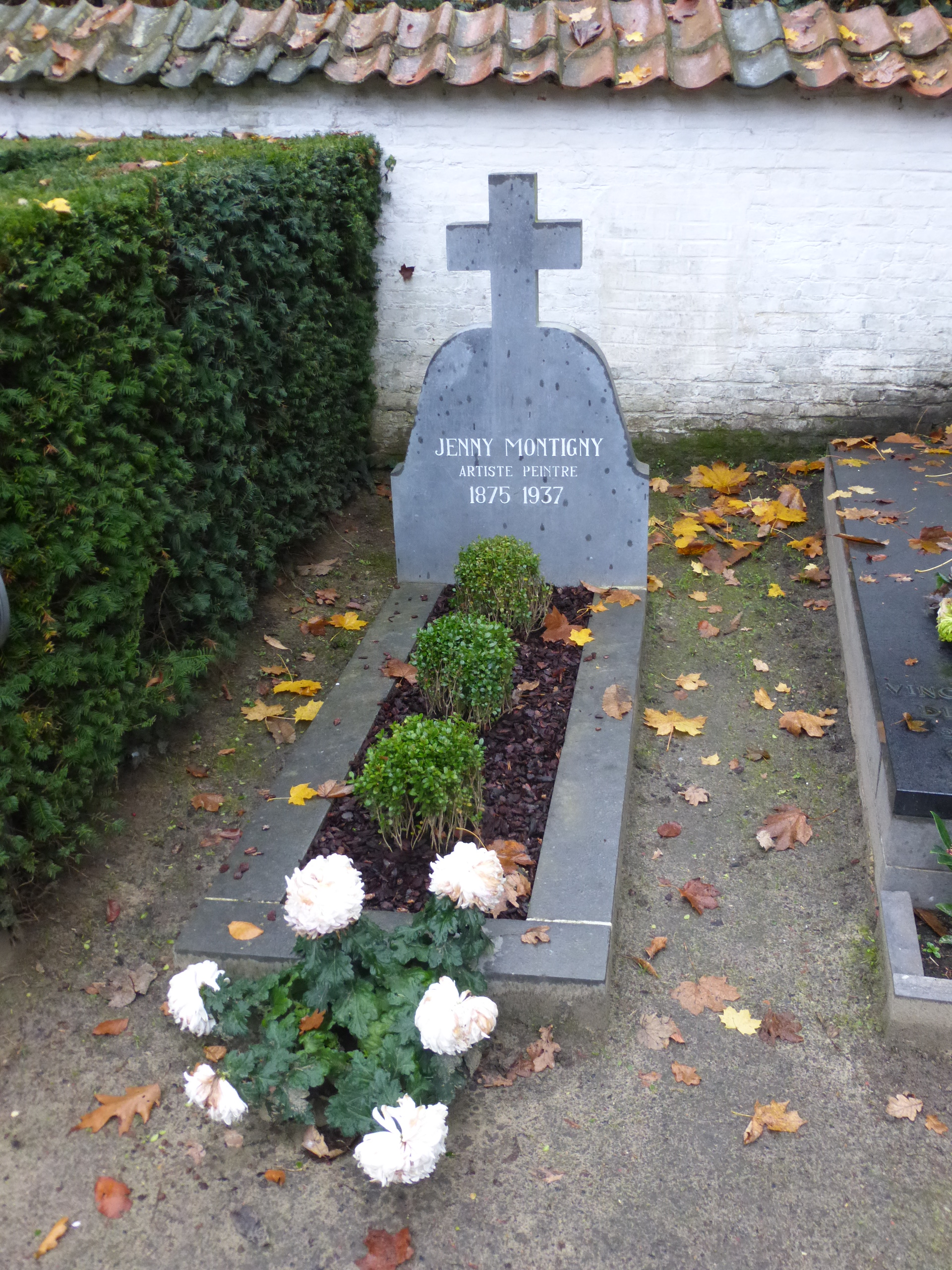
Graf van Jenny Montigny